# Quinto Real
De Quinto Real (Sp: Koninklijk vijfde) is een speciale belasting die de koningen van Castilië mochten heffen op mijnbouw, voornamelijk van edelmetalen, in de kolonies. In het Spaanse koloniale imperium werd de mijnbouw door particulieren uitgevoerd, die hierop een belasting dienden te betalen, de Quinto Real. In 1504 werd de taks vastgelegd op 20%, maar dit werd in de loop van de 18e eeuw verlaagd, in 1723 voor de eerste maal tot 10% en in 1777 tot 3%, met nog eens 2% extra heffing bij het invoeren in Spanje. Toen het koloniaal imperium instortte, werd de Quinto Real afgeschaft.
De Quinto Real was zeer belangrijk voor het koninkrijk Castilië. Keizer Karel V, in wiens naam de meeste veroveringen in Latijns-Amerika gebeurden, kon echter nog niet de vruchten van zijn veroveringspolitiek plukken. Zijn zoon, Filips II, kon dat vanaf het midden van de 16e eeuw echter wel. Vanaf dan voer de zogenaamde zilvervloot uit vanuit Venezuela naar Sevilla. Deze explosie werd mogelijk gemaakt door het ontdekken van de rijke zilvermijnen in Zacatecas (Mexico) en Potosí (Bolivia) en vormde de basis van de macht en het koloniaal imperium van Spanje in de 16e en 17e eeuw. Dit stelde Filips II onder meer in staat om de Armada Invencible op te richten en naar Engeland te sturen.
Het nadeel van deze aanvoer van edelmetalen (vooral zilver en goud) was dat de inflatie in Europa in het algemeen, en Spanje in het bijzonder, spoedig huizenhoog opliep.